# Tobias Moretti
Tobias Moretti (Gries am Brenner, Tirol, 1959. július 11.) osztrák színész.

## Élete és pályája
Szüleinek legidősebb gyermekeként született. Édesapja Harry Bloéb orvos, édesanyja Waltraud Moretti olasz származású zenetanárnő, akinek családnevét Tobias később felvette. Testvérei Thomas, Cristoph és Gregor. 1997-ben feleségül vette a nála 12 évvel fiatalabb Julia Wilheim oboaművésznőt. Gyermekeik: Antonia (1998), Lenz Valentino (2000), Rosa Cäcilia (2011).
Villben, egy hegyi faluban nőtt fel, ezért szívügye a mezőgazdaság; Tiroli birtokán, Omesbergben bioszarvasmarha-tenyésztéssel foglalkozik. Kisgyermekkorától több hangszeren is játszik, és mivel a zene iránt érdeklődött, Bécsben a Zeneművészeti Főiskolára járt, majd 1984-től Münchenben a Falkenbergschuléban színészetet tanult. Miután színházi színészként már nevet szerzett magának, olyan filmek által vált ismertté a széles közönség számára, mint például a Workaholic (Ki jön az én ágyamba?), a Krambambuli és a Rex felügyelő.
A színművészeti iskola elvégzése után számos színházi megbízást kapott. Az 1984/85-ös évadban a Bayrische Staatsschauspiel (Bajor Állami Színház) tagja volt Münchenben. 1986-ban a Münchner Kammerspiele (Müncheni Kamaraszínház) színésze. Itt nagy sikereket könyvelhetett el magának Shakespeare Troilus és Cressida című darabjában. Mint vendégszínész a bécsi Theater in der Josefstadtban (Józsefvárosi Színház), a Burgtheaterban, valamint a Volksoperben (Népopera) volt látható.

## Rex felügyelő
A közönség kedvencévé a Rex felügyelő című tévésorozat Richard Moserének alakja tette. Ezzel a szerepével elnyerte 1995-ben a Bajor Filmdíjat, 1998-ban az olasz Telegatto Díjat, azonban négy évad után úgy döntött, hogy kilép a hihetetlen népszerűségnek örvendő sorozatból, így a forgatókönyvírók kénytelenek voltak „meggyilkolni” a karakterét. Sokan faggatták, miért is döntött a távozás mellett. „Sokáig nagyon szívesen csináltam, de a sorozatsztár nem létező szakma. Nem kiadó az arcom! Nem vagyok sem modell, sem szexszimbólum! Színész vagyok, aki igényes. Az embert könnyen elkápráztatja a pénz és a népszerűség. Ám a művésznek egyszer meg kell kérdeznie magától: hogy állok? Ezért játszom most színházban!” Egyébként nagyon jól megértette magát Rexszel: „Egyenrangú munkatársam volt, idővel barátok lettünk. Kedves és engedelmes, bár előfordult, hogy úgy viselkedett, mintha ő lenne a főnök.” Távozása után Rex új gazdáját Gedeon Burkhard alakította, ám a rajongók a Moretti által életre keltett Mosert tekintik a kutya egyetlen és igazi nyomozótársának, hiszen vele vált világhírűvé a sorozat.

## Filmjei

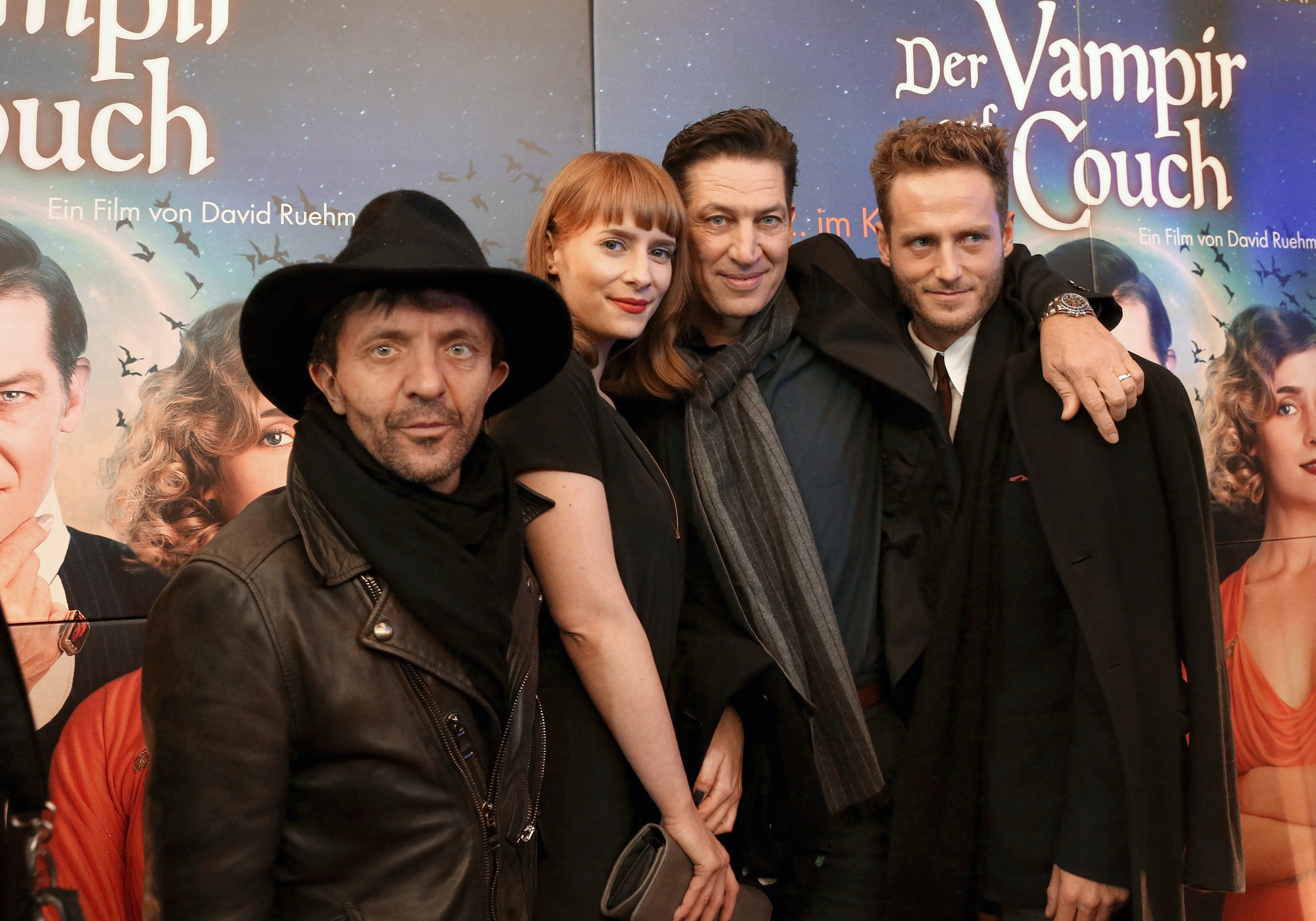
David Bennent, Cornelia Ivancan és Dominic Oley társaságában a Der Vampir auf der Couch premierjén (2014)

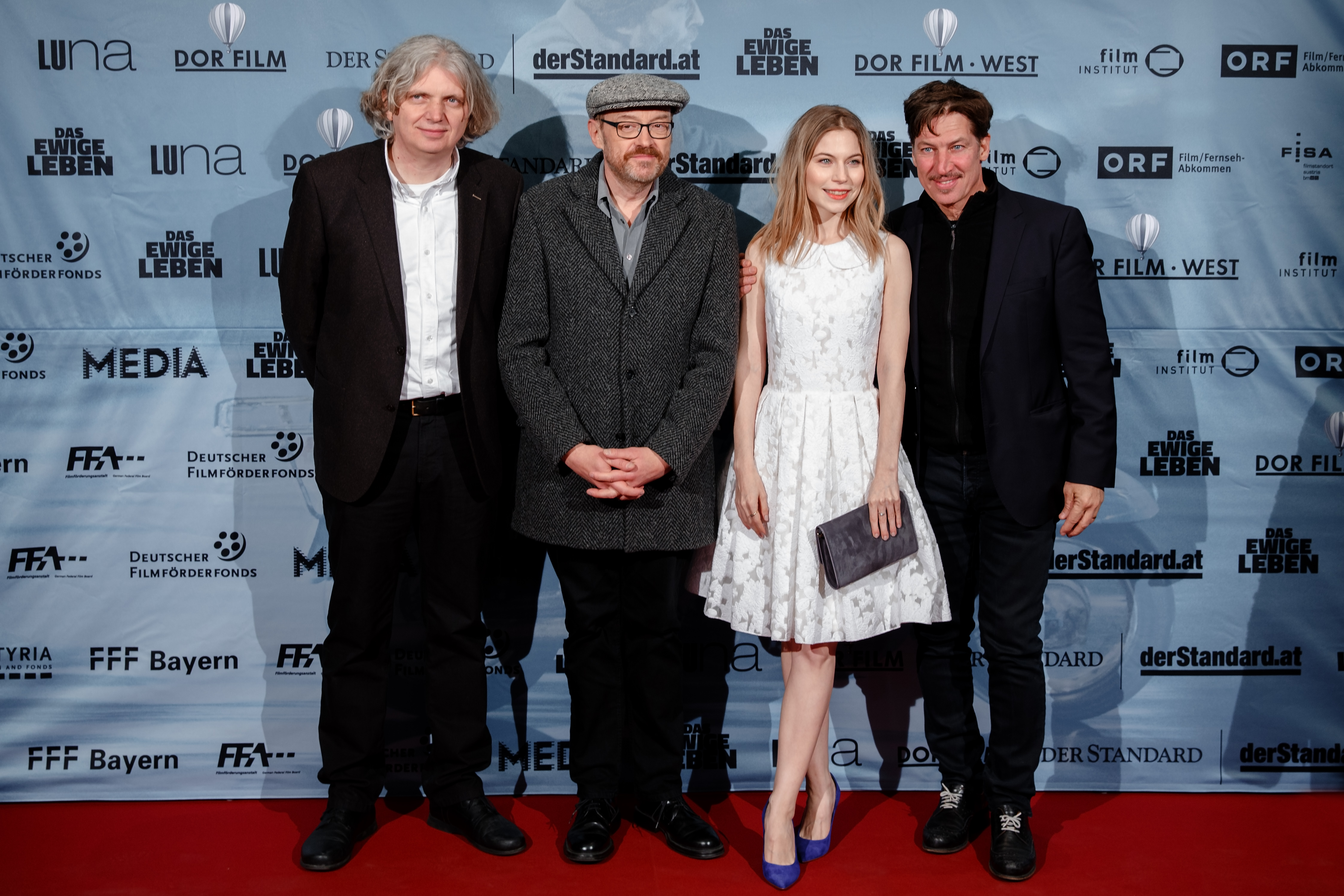
Wolfgang Murnberger, Josef Hader és Nora von Waldstätten társaságában a Das ewige Leben (Öröklét) premierjén

- 1988: Der Fluch (rendezte: Ralf Huettner)
- 1990–1993: Piefke Saga 1–4., négyrészes tévéfilm, rendezte Wilfried Dotzel, Werner Masten – Joe Krimbacher
- 1990: Der Rausschmeißer (rendezte: Xaver Schwarzenberger) – Harry
- 1996: Ki jön az én ágyamba? (Workaholic), rendezte: Sharon von Wietersheim – Max Krüger
- 1997: Ein Herz wird wieder jung (rendezte: Heide Pils) – Dr. Paul Degenhardt
- 1997: Das ewige Lied (rendezte: Franz Xaver Bogner

- 1998: Clarissa (rendezte Jacques Deray) – Gottfried
- 1998: Halálos barátság (Todfeinde – Die falsche Entscheidung) – Nico Möller
- 1998: Krambambuli – Pachler
- 1999: Legszebb éveid (Deine besten Jahre) – Manfred Minke
- 1998–1999: Vörös haj, tengerzöld szemek (Mia, Liebe meines Lebens), tévésorozat – Johnny Ryan
- 1999: Alfamann – Ámokfutás (Alphamann: Amok) – Martin Buchmüller
- 1999: Jégbezárt emlék (Cristallo di rocca – Una storia di Natale) – Joseph
- 1999: Az unokahúg és a halál (Die Nichte und der Tod), tévéfilm – Jeff Meltzer
- 2000: Názáreti József (Giuseppe di Nazareth) – József
- 2000: Lóvátett tolvaj (Wenn Männer Frauen trauen) – Paul
- 2000: A tetovált múmia titka (Das Tattoo – Tödliche Zeichen), tévéfilm – Karl
- 2002: Der Narr und seine Frau heute Abend in Pancomedia, rendezte: Matthias Hartmann, Andreas Morell
- 2002: Mary Higgins Clark: Rejtélyes történetek: Ha kimondod a nevem (All Around the Town / Dass du ewig denkst an mich), rendezte: Paolo Barzman –  Billy Hawkins
- 2002: 1809 Andreas Hofer - Die Freiheit des Adlers – Andreas Hofer
- 2002: Julius Caesar, tévésorozat – Caius Cassius
- 2004: Käthchens Traum (Rendezte: Jürgen Flimm)
- 2005: Speer és Hitler (Speer und er) – Adolf Hitler
- 2005: Der Liebeswunsch (Rendezte: Torsten C. Fischer)
- 2006: Memória törölve (Mord auf Rezept), rendezte: Isabel Kleefeld – Luis Kramar
- 2006: Midsummer Madness (Rendezte: Alexander Hahn)
- 2007: 42plus (Rendezte: Sabine Derflinger)
- 2008: 1½ Ritter – Auf der Suche nach der hinreißenden Herzelinde
- 2010: Jud Süß – lelkiismeret nélkül
- 2012: Yoko
- 2012: Das Wochenende (Rendezte: Nina Grosse)
- 2013: Großstadtklein
- 2014: Das finstere Tal
- 2014: Der Anständige
- 2014: Hirngespinster
- 2014: Der Vampir auf der Couch (Rendezte: David Rühm)
- 2015: Öröklét (Das ewige Leben)
- 2015: Luis Trenker – Der schmale Grat der Wahrheit, tévéfilm, rendezte Wolfgang Murnberger  – Luis Trenker
- 2017: Maximilian – Das Spiel von Macht und Liebe, háromrészes tévéfilm, rendezte Andreas Prochaska – III. Frigyes

## Díjai
- 1994: Arany Oroszlán a Rex felügyelőért
- 1994: Arany Kábel Médiadíj a Rex felügyelőért
- 1995: Bajor Televízió-díj a Rex felügyelőért
- 1995: Arany Romy-díj a legkedveltebb színész Ausztriában
- 1996: Arany Romy-díj a legkedveltebb sorozatsztár Ausztriában
- 1997: Arany Romy-díj a legkedveltebb sorozatsztár Ausztriában
- 1998: Telegatto-díj a Rex felügyelőért
- 1999: Adolf Grimme-díj
- 2001: Arany Romy-díj a legkedveltebb színész Ausztriában
- 2002: Adolf Grimme-díj
- 2003: Arany Romy-díj a legkedveltebb színész Ausztriában
- 2004: Arany Romy-díj a legkedveltebb színész Ausztriában
- 2004: Bajor Televízió-díj a Schwabenkinder című filmjéért
- 2004: Német Televízió-fíj a Die Rückkehr des Tanzlehrers című filmjéért
- 2005: Nestroy Színházi-díj-jelölés
- 2005: Gertrud Eysoldt Gyűrű Franz Grillparzer König Ottokars Glück und Ende című darabjának címszerepéért, rendezte: Martin Kusej, előadták a Salzburgi Ünnepi Játékokon és a bécsi Burgtheaterben
- 2015: Bambi-díj[11]